# Leśny Młyn

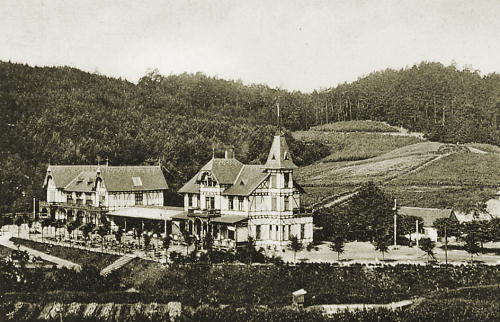
Leśny Młyn, początek XX wieku

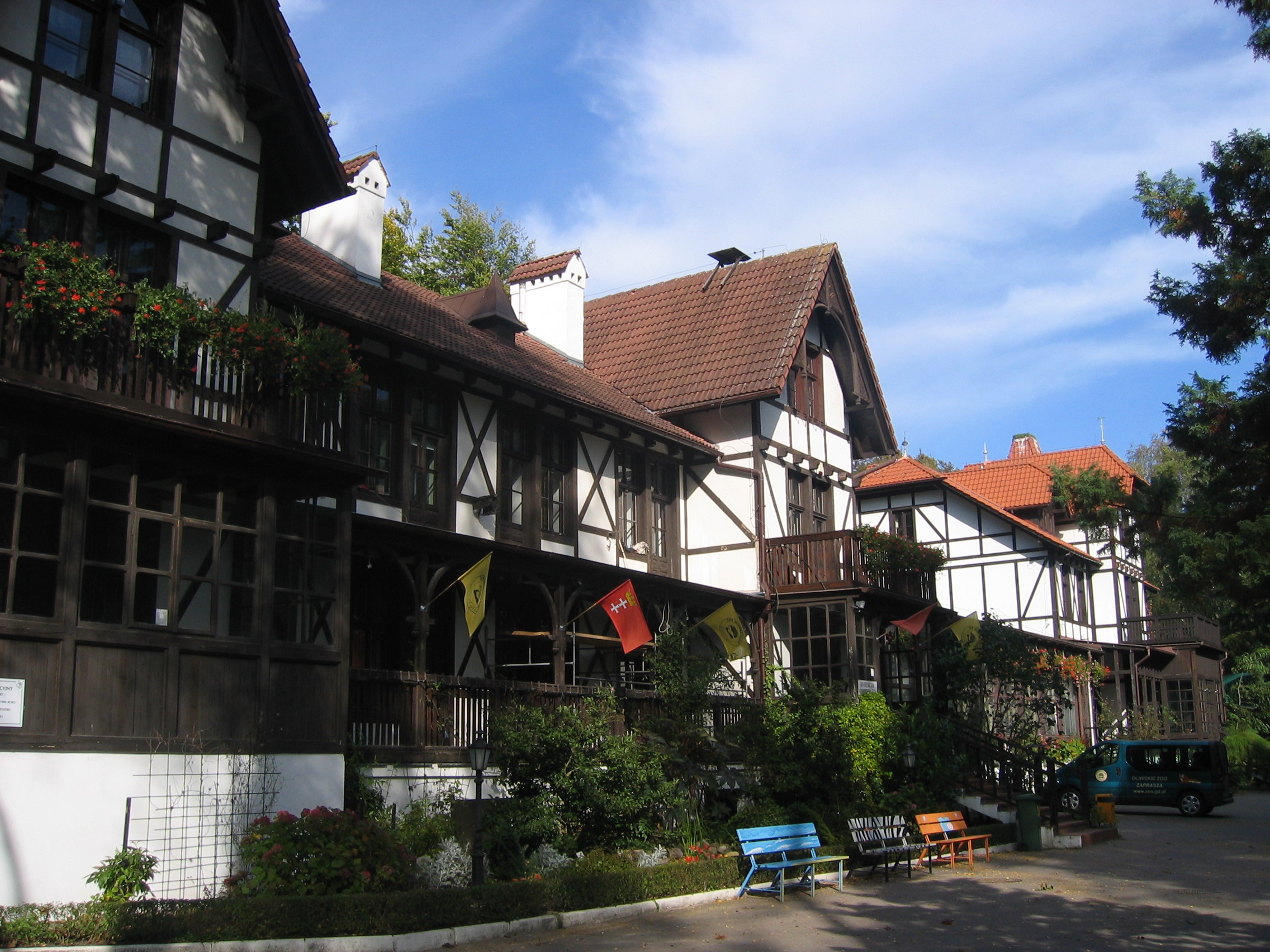
Leśny Młyn, 2008

Leśny Młyn (dawniej: niem. Strauchmühle) – dawna osada przymłyńska w Gdańsku, w dzielnicy Oliwa na skraju Trójmiejskiego Parku Krajobrazowego w kompleksie Lasów Oliwskich. Wybudowania dawnego młyna i obszar osady przymłyńskiej stanowią obecnie centralny punkt Gdańskiego Ogrodu Zoologicznego.
W latach 60. XX wieku znajdowała się tu restauracja, a na początku XX wieku kawiarnia. W czasie II wojny światowej był tu szpital wojskowy.
Leśny Młyn został przyłączony w granice administracyjne miasta w 1926.